# Bruna Parmesan
Bruna Parmesan (Venezia, 14 febbraio 1923 – Roma, 19 febbraio 2020) è stata una costumista italiana.

## Biografia
Nel cinema italiano ha lavorato come costumista in quasi quaranta film tra il 1964 e il 1988, collaborando tra gli altri con Federico Fellini, Luigi Zampa, Steno, Ettore Scola, Luciano Salce e soprattutto con Alberto Sordi, con cui instaurò un duraturo sodalizio in 24 film tra il 1966 e il 1984. Negli anni '90 e fino al 2004 lavora in alcuni film per la televisione; per il piccolo schermo aveva già lavorato, tra il 1968 e il 1969, nelle due serie di telefilm di grande successo La famiglia Benvenuti.
Compare, nel ruolo di se stessa, nei documentari L'uomo segreto di Nino Bizzarri (2003) su Ennio Flaiano e in L'estate di Bruno Cortona di Gloria De Antoni (2012) sulla lavorazione del film Il sorpasso di Dino Risi.
Muore a Roma nel febbraio del 2020 all'età di 97 anni.

## Filmografia

### Costumista cinema
- La ragazza in prestito, regia di Alfredo Giannetti (1964)
- Giulietta degli spiriti, regia di Federico Fellini (1965) – assistente costumista
- L'estate, regia di Paolo Spinola (1966)
- Scusi, lei è favorevole o contrario?, regia di Alberto Sordi (1966)
- Un italiano in America, regia di Alberto Sordi (1967)
- Il medico della mutua, regia di Luigi Zampa (1968)
- Riusciranno i nostri eroi a ritrovare l'amico misteriosamente scomparso in Africa?, regia di Ettore Scola (1968)
- Amore mio aiutami, regia di Alberto Sordi (1969)
- Il prof. dott. Guido Tersilli primario della clinica Villa Celeste convenzionata con le mutue, regia di Luciano Salce (1969)
- La camera e Il leone, episodi di Le coppie, regia di Alberto Sordi e Vittorio De Sica (1970)
- Il presidente del Borgorosso Football Club, regia di Luigi Filippo D'Amico (1970)
- Detenuto in attesa di giudizio, regia di Nanni Loy (1971)
- Bello, onesto, emigrato Australia sposerebbe compaesana illibata, regia di Luigi Zampa (1971)
- La più bella serata della mia vita, regia di Ettore Scola (1972) – solo per Alberto Sordi
- Lo scopone scientifico, regia di Luigi Comencini (1972)
- Anastasia mio fratello, regia di Stefano Vanzina (1973)
- Polvere di stelle, regia di Alberto Sordi (1973)
- Finché c'è guerra c'è speranza, regia di Alberto Sordi (1974)
- Di che segno sei?, regia di Sergio Corbucci (1975) – solo per Alberto Sordi
- Il comune senso del pudore, regia di Alberto Sordi (1975)
- Febbre da cavallo, regia di Steno (1976)
- L'ascensore, episodio di Quelle strane occasioni, regia di Luigi Comencini (1976)
- Tre tigri contro tre tigri, regia di Steno e Sergio Corbucci (1977)
- Ecco noi per esempio..., regia di Sergio Corbucci (1977)
- Le vacanze intelligenti, episodio di Dove vai in vacanza?, regia di Alberto Sordi (1978)
- Saxofone, regia di Renato Pozzetto (1978)
- La mazzetta, regia di Sergio Corbucci (1978)
- Il testimone, regia di Jean-Pierre Mocky (1978)
- Non ti conosco più amore, regia di Sergio Corbucci (1980)
- Io e Caterina, regia di Alberto Sordi (1980)
- I carabbinieri, regia di Francesco Massaro (1981)
- Il tango della gelosia, regia di Steno (1981)
- Il marchese del Grillo, regia di Mario Monicelli (1981) – collaborazione costumista
- Io so che tu sai che io so, regia di Alberto Sordi (1982)
- Viuuulentemente mia, regia di Carlo Vanzina (1982)
- In viaggio con papà, regia di Alberto Sordi (1982)
- Il tassinaro, regia di Alberto Sordi (1983)
- Tutti dentro, regia di Alberto Sordi (1984)
- Segreti segreti, regia di Giuseppe Bertolucci (1985)
- Via Monte Napoleone, regia Carlo Vanzina (1987)
- Ti presento un'amica, regia di Francesco Massaro (1987)
- I giorni del commissario Ambrosio, regia di Sergio Corbucci (1988)
- Night Club, regia di Sergio Corbucci (1989)
- Altri uomini, regia di Claudio Bonivento (1997)

### Costumista film tv
- La famiglia Benvenuti, regia di Alfredo Giannetti (1968-69) – entrambe le serie di telefilm, per 13 episodi
- Little Roma, regia di Francesco Massaro (1987) – solo il primo episodio
- Pronto soccorso, regia di Francesco Massaro (1990) – solo la prima stagione
- Donne armate, regia di Sergio Corbucci (1990)
- Una vita in gioco, regia di Franco Giraldi (1991)
- Due volte vent'anni, regia di Livia Giampalmo (1994)
- Dopo la tempesta, regia di Andrea e Antonio Frazzi (1996)
- La stagione dei delitti, regia di Claudio Bonivento (2004) – solo la prima stagione, per 4 episodi